# 穆爾格河 (黑森林北部)

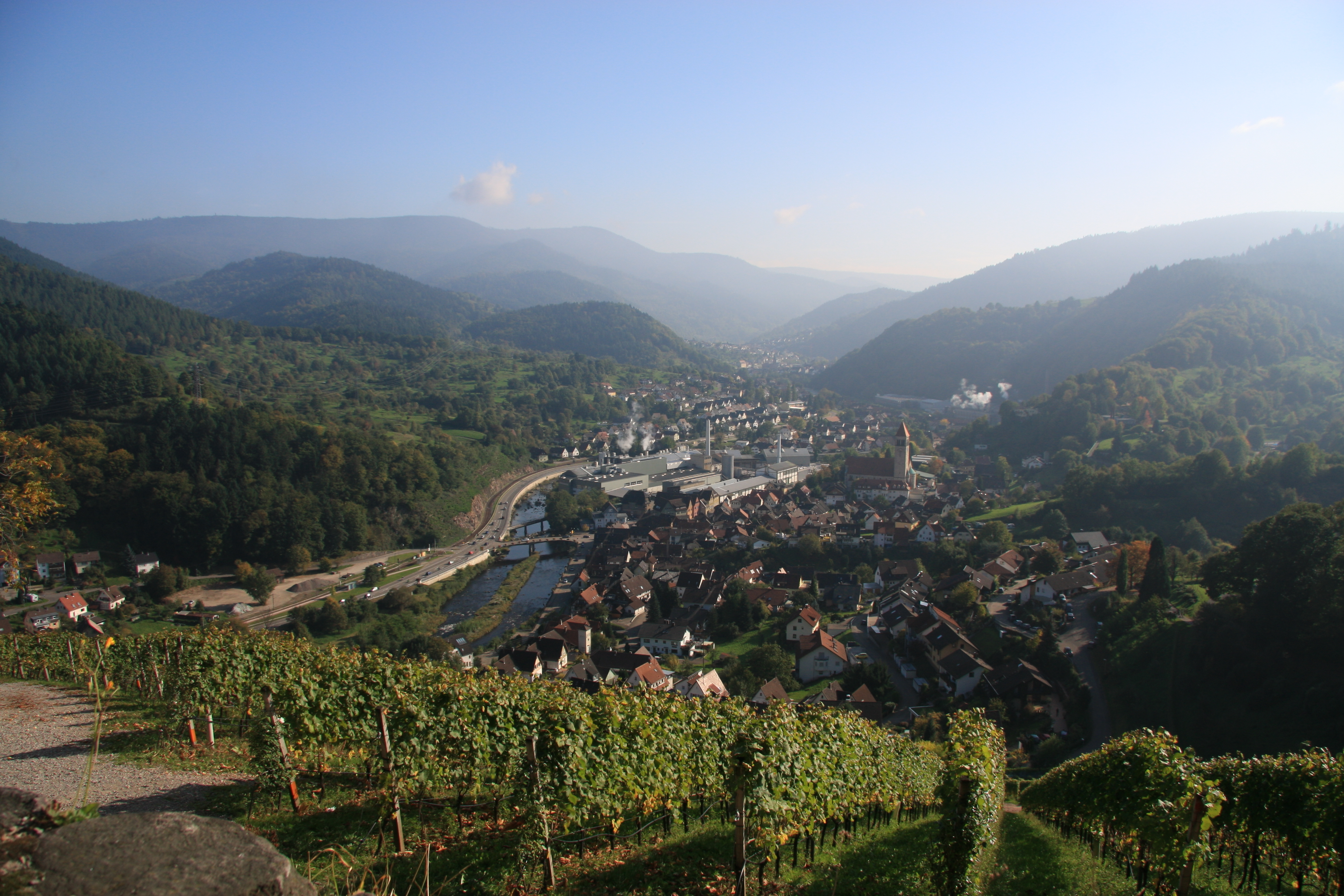
穆爾格河及附近住宅與工廠

穆爾格河（德語：Murg，發音：[mʊʁk] ⓘ）是德國的河流，位於巴登－符騰堡州，屬於萊茵河的右支流，河道全長79.3公里，流域面積617平方公里，平均流量每秒18.44立方米，河畔城鎮有加格瑙、拉施塔特、盖恩斯巴赫、拜尔斯布龙和福尔巴赫。

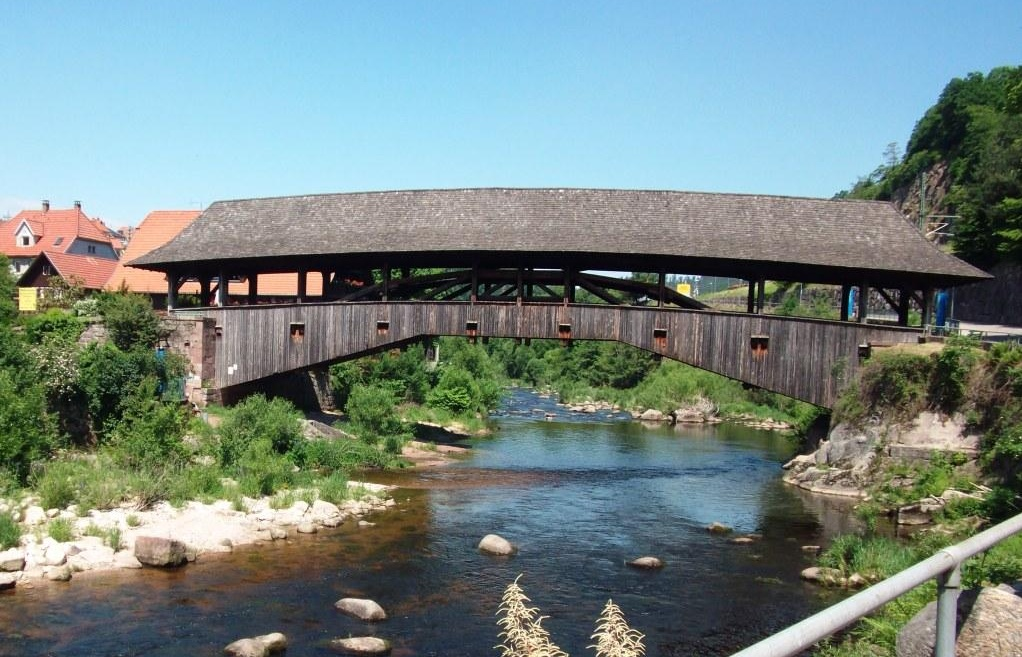
河景（2）
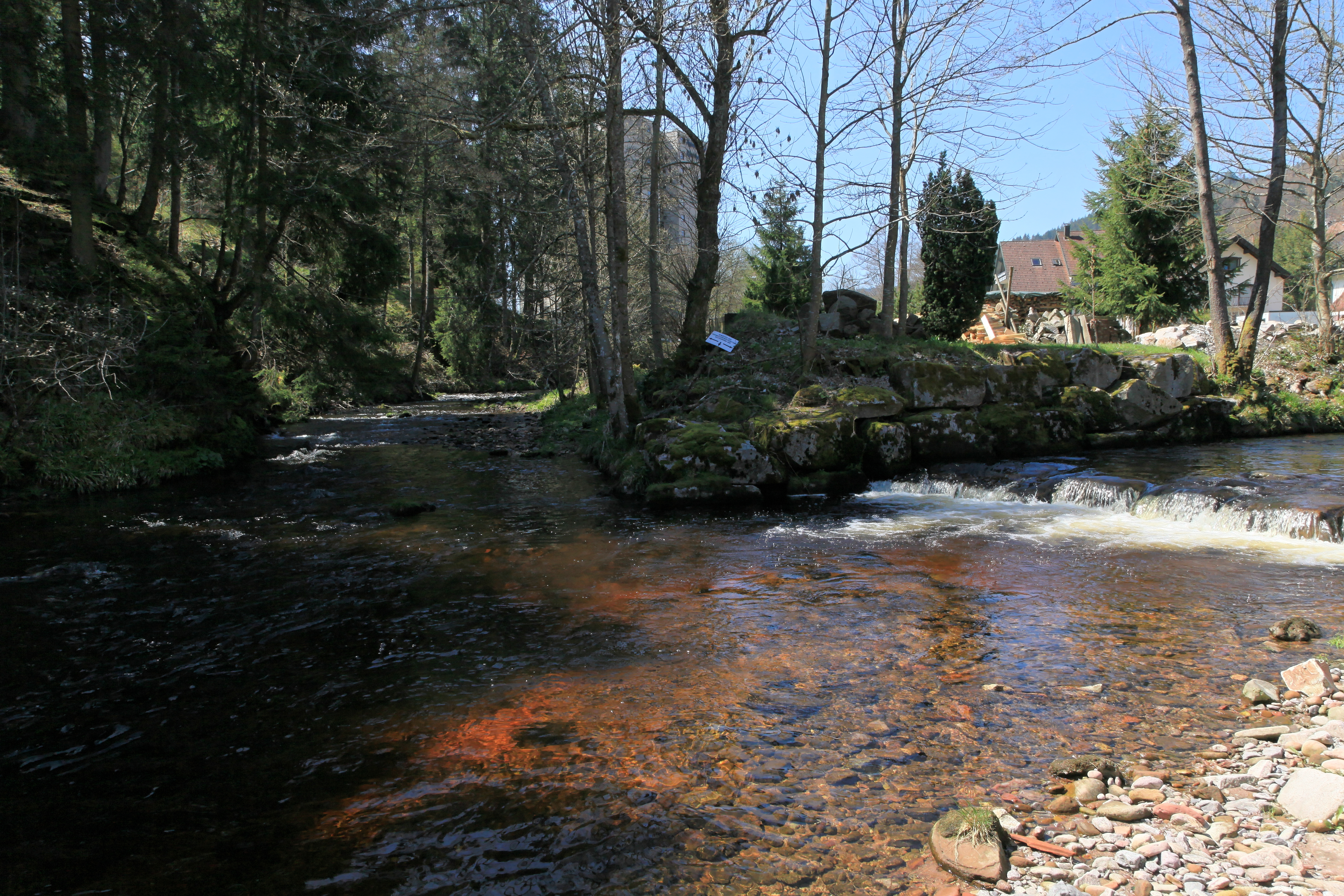
河景（3）
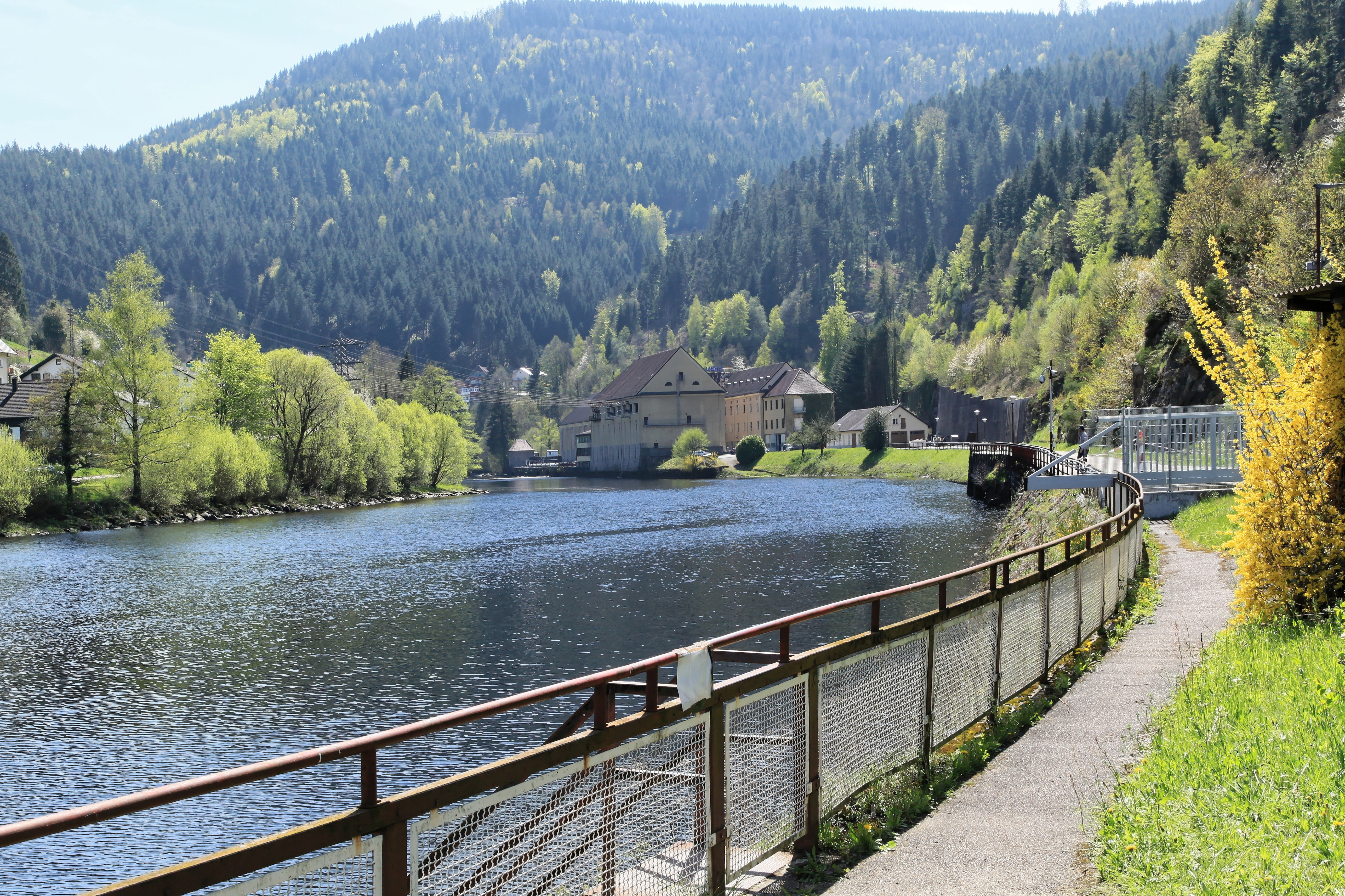
河景（4）
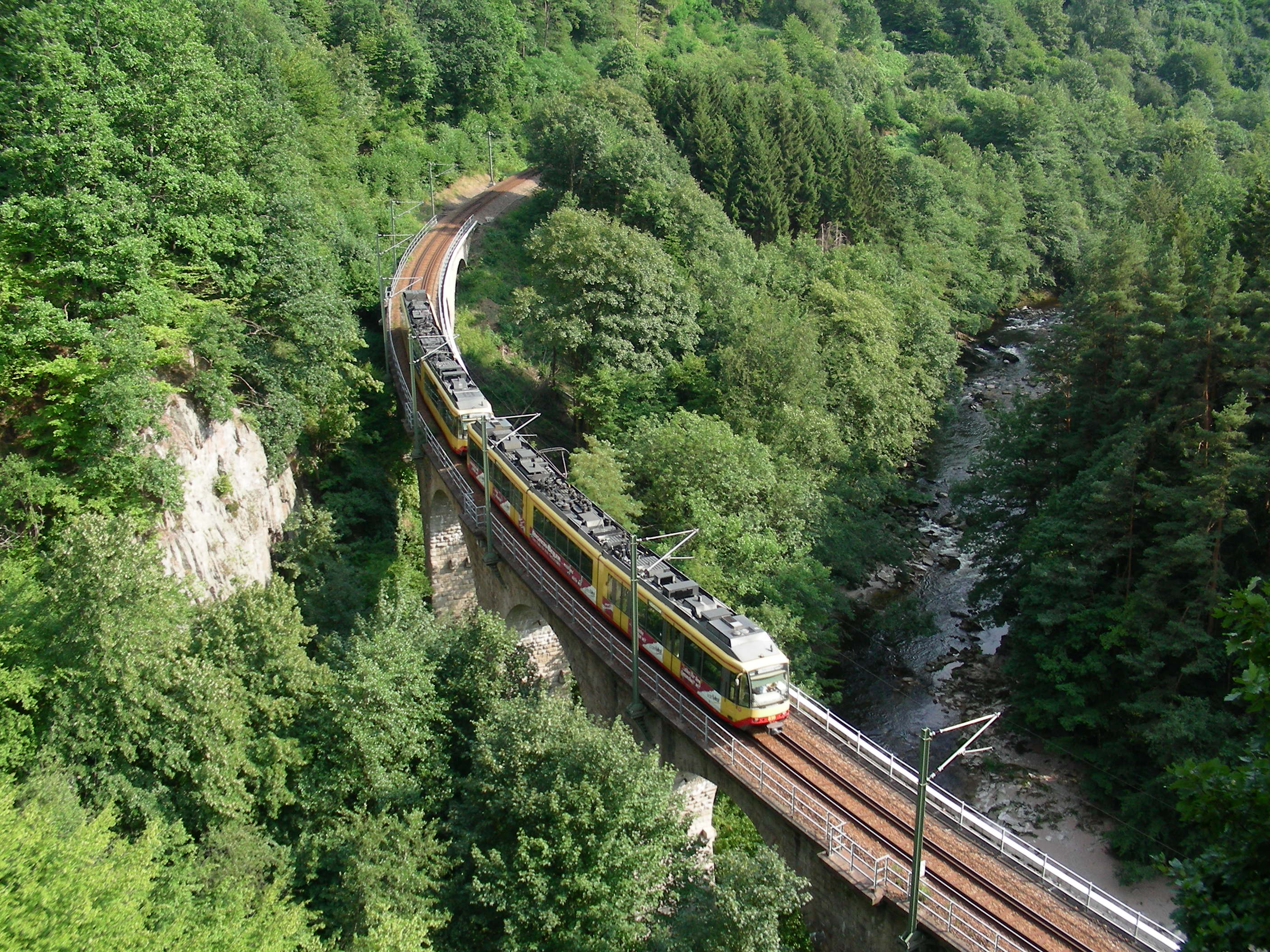
河景（5）